# Fäbodsjön, Medelpad
Fäbodsjön är en sjö i Timrå kommun i Medelpad och ingår i Indalsälvens huvudavrinningsområde. Sjön är 8,3 meter djup, har en yta på 0,155 kvadratkilometer och är belägen 187,3 meter över havet.

## Delavrinningsområde
Fäbodsjön ingår i det delavrinningsområde (695389-157786) som SMHI kallar för Utloppet av Fäbodsjön. Medelhöjden är 212 meter över havet och ytan är 1,38 kvadratkilometer. Det finns inga avrinningsområden uppströms utan avrinningsområdet är högsta punkten. Vattendraget som avvattnar avrinningsområdet har biflödesordning 4, vilket innebär att vattnet flödar genom totalt 4 vattendrag innan det når havet efter 32 kilometer. Avrinningsområdet består mestadels av skog (89 procent). Avrinningsområdet har 0,16 kvadratkilometer vattenytor vilket ger det en sjöprocent på 11,3 procent.